# Ricardo de Aparici
Ricardo José Manuel de Aparici (Villa Guillermina, Santa Fe, 23 de junio de 1940 - San Salvador de Jujuy, Jujuy, 19 de diciembre de 2019) fue un abogado y político argentino que ejerció como gobernador de la provincia de Jujuy entre 1987 y 1990.

## Biografía
Se recibió de abogado en la Universidad Nacional de Córdoba y se radicó joven en la Provincia de Jujuy. Tuvo militancia activa en el Partido Justicialista y fue elegido diputado nacional, cargo que ejerció entre 1973 y 1976.Llegó a la Legislatura en las elecciones de 1985 con el partido Celeste y Blanco de los Trabajadores, su lema que representaba a los peronistas renovadores  junto a Carlos Snopek y José Humberto Martiarena, los grandes representantes del Justicialismo jujeño de la época.  Desde su banca, de Aparici impulsó la departamentalización de Palpalá

Tras el final de la última dictadura fue elegido diputado provincial; luego fue miembro de la Convención Constituyente que reformó la constitución provincial. Siendo diputado provincial, impulsó la ley que determinó la creación del Departamento Palpalá.
Elegido gobernador de la provincia por el Partido Justicialista, asumió el mando el 10 de diciembre de 1987. Entre sus obras más destacadas figura la apertura de la vinculación terrestre de su provincia con Chile, a través del Paso de Jama, la creación de la Villa Turística "Dique Las Maderas", el aeropuerto de La Quiaca y varios planes de viviendas. También fue el creador de la Secretaría de la Mujer, directamente dependiente del gobernador, la primera creada en la Argentina.
La segunda mitad del mandato para el que había sido elegido coincidió con el gobierno de Carlos Menem, también justicialista, pero que llevó adelante una profunda liberalización de la economía nacional. El gobierno de De Aparici intentó adaptarse a la nueva situación, en la esperanza que el ahorro público le permitiera mejorar las cuentas fiscales. A pesar de la falta de recursos un conjunto de gestiones que fueron valiosas para lograr la habilitación del Paso de Jama: fundó el pueblo de Jama e impulsó decididamente las gestiones diplomáticas ante Chile, propició la actividad industrial en la Provincia.
Entre otras medidas, postergó los aumentos de sueldos que deberían haber compensado la inflación. Algunos opinan que bajó los impuestos a ciertas empresas, entre ellas los que debía pagar el poderoso Ingenio Ledesma. 
Lo que realmente ocurrió fue que en aquellas épocas se implementó un plan de diferimiento impositivo por el cual las empresas invertían sus impuestos y luego lo pagaban con los dividendos que esas inversiones producían, plan nacional que permitió crecer a un sinnúmero de empresas en el País. Muy por el contrario De Aparici impulso una ley anti monopolio proponiendo derogar el artículo 31 de la ley 19.597/72 que prohíbe la instalación de nuevos ingenios en la República Argentina. (Boletín "Trámite parlamentario" N° 16 del Viernes 23 de mayo de 1975 apartado 24).
Otra obra del De Aparici fue la de declarar de interés público y prioridad nacional la prospección, exploración, cuantificación y explotación de los yacimientos de rocas fosfóricas, involucradas en el denominado "Plan Fosfórico" para la elaboración de fertilizantes jujeños. (Boletín "Trámite parlamentario" N° 111 del Lunes 23 de diciembre de 1974, apartado 36).
Dispuso que la empresa Gas del Estado proceda a instalar una planta de envasado de gas licuado en la localidad e Caimancito, Jujuy. (Boletín "Trámite parlamentario" N° 111 del Lunes 23 de diciembre de 1974, apartado 37).
Realizó cuatro actos en defensa del tren de pasajeros desde la Capital Jujeña hasta La Quiaca y de esta a Buenos Aires, realizando un primer acto en la Villa Veraniega de Tilcara, el segundo acto en la ciudad norteña de Humahuaca, la tercera también en Humahuaca y la cuarta en Volcán manifestando siempre que "Suprimir el tramo Buenos Aires-La Quiaca significa que caerá un pilar fundamental del corredor de los libertadores" en contra de la política del presidente Carlos Menem de cerrar este tramo, cosa que finalmente ocurrió.
Con la presión de los empleados públicos en su contra debido a la quita del apoyo del gobierno nacional por disidencias ideológicas — en particular de los municipales, liderados por el "Perro" Santillán. Por otro lado, los medios de comunicación dieron relevancia nacional al conflicto sindical en su provincia, lo que debilitó su posición también a nivel nacional.
En esa situación presentó la renuncia a su cargo, que fue aceptada por la Legislatura el 2 de noviembre de 1990. Su sucesor fue el vicegobernador Eduardo Alderete.
Durante los años que siguieron a su renuncia, De Aparici se mantuvo alejado de la actividad política y se dedicó a su profesión de abogado. Quince años más tarde volvió a tener algunos contactos políticos, pero no ejerció ningún cargo público.